# Euroformula Open
Die Euroformula Open (2001–2008 spanische Formel-3-Meisterschaft, 2009–2013 European F3 Open) ist eine Formelrennserie, die mit Formel-3-Rennwagen ausgetragen wird. Die Serie wird vom spanischen Vermarkter GT Open veranstaltet. Die Serie ging aus der spanischen Formel-3-Meisterschaft hervor, deren erste Saison 2001 stattfand. Seit 2009 versteht sich die Serie als europäische Meisterschaft und findet auf Strecken in ganz Europa statt.

## Fahrzeug
Seit Gründung der Serie verwenden die Teams Chassis von Dallara. Als Motorenlieferanten engagierten sich zu Beginn Fiat und Toyota in der Meisterschaft. Toyota war von 2001 bis 2006 und erneut seit 2010 Motorenlieferant der Serie. Fiat lieferte zwischen 2007 und 2009 die Motoren. In der Saison 2019 kamen Motoren von Volkswagen, Mercedes-Benz und Toyota zum Einsatz. Von 2005 bis 2014 fand zudem eine zweite Meisterschaft, der sogenannte Copa statt. Piloten, die in die Copa-Wertung eingehen, verwendeten ältere Chassis.

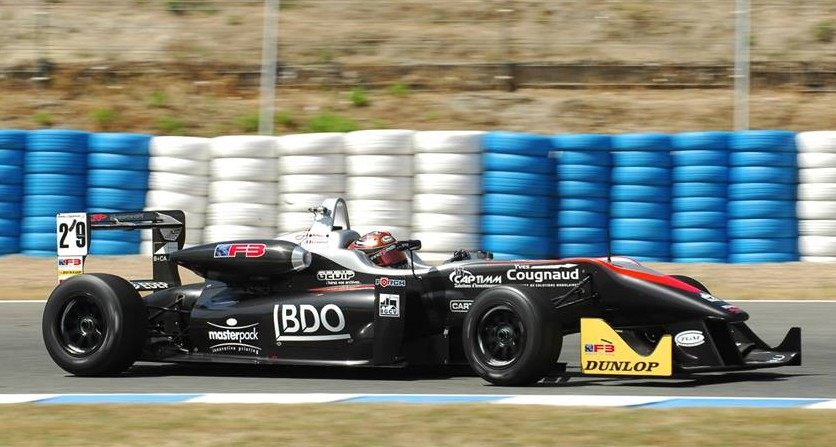
Alexandre Cougnaud in einem Euroformula Open Rennen in Jerez 2013

Ab der Saison 2020 kommt das Dallara-320-Formel-3-Chassis zum Einsatz, womit das erste Mal das Halo-System bei der Euroformula Open zum Einsatz kommen wird. Neben einem komplett neuem Chassis besteht für die Teams auch die Möglichkeit ein Upgrade Kit für die bisher verwendeten F-317 Chassis zu verwenden. Im Vergleich zu anderen Formel 3 Serien steht in der Euroformula Open die Wahl des Motorenherstellers frei.
Reifen werden seit Mitte 2023 exklusiv von Pirelli geliefert. Von Beginn der Meisterschaft bis 2014 belieferte Dunlop die Rennserie, danach folgte ab 2015 für sieben Jahre eine Partnerschaft mit Michelin die 2023 zu Gunsten für Hankook beendet wurde; der Vertrag mit dem südkoreanischen Reifenhersteller wurde indes selbst zwei Monate später im Mai 2023 aufgrund von Lieferengpässen wieder beendet.

## Geschichte
Die spanische Formel 3 etablierte sich in den frühen 2000er Jahren als kostengünstige nationale europäischen Meisterschaft, die unter anderem auf Grund des Erfolgs von Fernando Alonso, als wichtiger Schritt auf dem Weg in die Formel 1 gesehen wurde.
Die heutige Euroformula Open geht auf die spanische Formel-3 Meisterschaft zurück.
Obgleich man weiterhin die aktuellen Formel-3-Boliden verwendet, wurde der Namenszusatz „F3“ Anfang 2014 aus dem Seriennamen entfernt, da die Motoren aus Kostengründen nicht dem FIA-Reglement entsprachen.
Seit der Saison 2019 nehmen die beiden Teams Fortec und Motorpark an der Euroformula Open teil, nachdem die geplante Formula European Masters im Rahmen der DTM nicht genug Teams für sich gewinnen konnte. Da dieselben Dallara-Formel-3-Chassis verwendet werden konnten, war der Umstieg sehr kurzfristig möglich. Van Amersfoort Racing, die sich nach Absage der Formula European Masters, zuerst für die Formula Regional European Meisterschaft entschieden haben, werden in der Saison 2020 ebenfalls in der Euroformula Open starten.
Der Wintertest der Rennserien von GT Open für das Jahr 2020, der für März auf dem Circuit di Catalunya geplant war, musste aufgrund des Coronavirus abgesagt werden.

## Ablauf
Jedes Rennwochenende ist in 2 Rennen á maximal 35 Minuten eingeteilt, wobei für jedes Rennen eine halbstündige Qualifying Session gefahren wird. Die Rennen finden samstags und sonntags statt, während an den Freitagen Trainings gefahren werden. Für beide Rennen werden Punkte im Formel-1 Punktesystem vergeben. Zusätzlich wird ein Punkt für die schnellste Runde in der Qualifying Session vergeben. Für die ersten acht Positionen in der Meisterschaft werden Super-Lizenz Punkte vergeben. Der Meister erhält 15 Punkte.

## Strecken
Während die ehemalige spanische Formel-3-Meisterschaft, als nationale Formel-3, vor allem auf spanischen Strecken unterwegs war, ist die Euroformula Open großteils auf europäischen Strecken unterwegs, die auch von der Formel 1 verwendet werden. Ausnahmen bilden hier die Strecken von Pau und Pergusa, auf denen keine Formel-1-Grands-Prix ausgetragen werden.
Seit 2009 werden die Rennen außerdem parallel mit den Rennen der GT Open Meisterschaft ausgetragen, die ebenfalls von GT Sport ausgetragen wird.

## Bisherige Meister
| Saison | Name der Rennserie               | Meister (Fahrer)           | Meister (Team)     | Meister (Copa)          |
| ------ | -------------------------------- | -------------------------- | ------------------ | ----------------------- |
| 2001   | Spanische Formel-3-Meisterschaft | Ander Vilariño             | Racing Engineering | —                       |
| 2002   | Spanische Formel-3-Meisterschaft | Marcel Costa               | Racing Engineering | —                       |
| 2003   | Spanische Formel-3-Meisterschaft | Ricardo Maurício           | Racing Engineering | —                       |
| 2004   | Spanische Formel-3-Meisterschaft | Borja García               | Racing Engineering | —                       |
| 2005   | Spanische Formel-3-Meisterschaft | Andy Souček                | Racing Engineering | Arturo Llobell          |
| 2006   | Spanische Formel-3-Meisterschaft | Ricardo Risatti            | Racing Engineering | Germán Sánchez          |
| 2007   | Spanische Formel-3-Meisterschaft | Máximo Cortés              | Escuderia TEC-Auto | Thor-Christian Ebbesvik |
| 2008   | Spanische Formel-3-Meisterschaft | Germán Sánchez             | Campos F3 Racing   | Natacha Gachnang        |
| 2009   | European F3 Open                 | Bruno Méndez               | Campos Racing      | Callum MacLeod          |
| 2010   | European F3 Open                 | Marco Barba                | Cedars Motorsport  | Noel Jammal             |
| 2011   | European F3 Open                 | Alex Fontana               | Team West-Tec      | Fabio Gamberini         |
| 2012   | European F3 Open                 | Niccolò Schirò             | RP Motorsport      | Kevin Giovesi           |
| 2013   | European F3 Open                 | Ed Jones                   | RP Motorsport      | Richard Gonda           |
| 2014   | Euroformula Open                 | Sandy Stuvik               | RP Motorsport      | Costantino Peroni       |
| 2014   | Spanische Formel-3-Meisterschaft | Sandy Stuvik               | RP Motorsport      | Costantino Peroni       |
| 2015   | Euroformula Open                 | Vitor Baptista             | RP Motorsport      | —                       |
| 2015   | Spanische Formel-3-Meisterschaft | Konstantin Tereschtschenko | Campos Racing      | —                       |
| 2016   | Euroformula Open                 | Leonardo Pulcini           | Campos Racing      | —                       |
| 2016   | Spanische Formel-3-Meisterschaft | Leonardo Pulcini           | Campos Racing      | —                       |
| 2017   | Euroformula Open                 | Harrison Scott             | RP Motorsport      | —                       |
| 2017   | Spanische Formel-3-Meisterschaft | Devlin DeFrancesco         | Carlin Motorsport  | —                       |
| 2018   | Euroformula Open                 | Felipe Drugovich           | RP Motorsport      | —                       |
| 2018   | Spanische Formel-3-Meisterschaft | Felipe Drugovich           | RP Motorsport      | —                       |
| 2019   | Euroformula Open                 | Marino Satō                | Motopark Academy   | —                       |
| 2020   | Euroformula Open                 | Ye Yifei                   | CryptoTower Racing | —                       |
| 2021   | Euroformula Open                 | Cameron Das                | Team Motopark      | —                       |
| 2022   | Euroformula Open                 | Oliver Goethe              | CryptoTower Racing | —                       |
| 2023   | Euroformula Open                 | Noel León                  | Team Motopark      | —                       |
| 2024   | Euroformula Open                 | Brad Benavides             | Team Motopark      | —                       |